# Лисицыно (Горкинское сельское поселение)
Лисицыно — деревня в Киржачском районе Владимирской области России, входит в состав Горкинского сельского поселения.

## География
Деревня расположена на берегу реки Киржач в 8 км на юго-восток от центра поселения посёлка Горка и в 5 км на север от райцентра города Киржач.

## История
Деревня впервые значится в сотной выписи 1562 года, в ней тогда было 6 дворов.
В XIX — начале XX века деревня входила в состав Лукьянцевской волости Покровского уезда, с 1926 года — в составе Киржачской волости Александровского уезда. В 1859 году в деревне числилось 25 дворов, в 1905 году — 36 дворов, в 1926 году — 37 дворов.
С 1929 года деревня входила в состав Илькинского сельсовета Киржачского района, с 2005 года — в составе Горкинского сельского поселения.

## Население
| 1859 | 1905 | 1926 | 2002 | 2010 | 2021 |
| ---- | ---- | ---- | ---- | ---- | ---- |
| 133  | ↗217 | ↘141 | ↘19  | ↗29  | ↗64  |